# Thomas Mudge

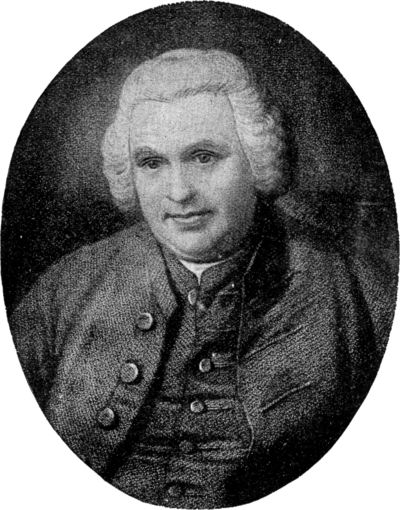
Thomas Mudge

Thomas Mudge (* 1715 in Exeter; † 14. November 1794) war ein englischer Uhrmachermeister und der Erfinder der freien Ankerhemmung.
Thomas Mudge wurde 1715 als Sohn des Pfarrers Zachariah Mudge geboren. Im Alter von 14 Jahren trat er eine Lehre bei dem berühmten Georg Graham an. Nach Grahams Tod übernahm er dessen Geschäft in der Fleet Street 148 in London. 
1757 erfand er eine Ankerhemmung, mit der noch heute der größte Teil der mechanischen Armbanduhren ausgestattet ist. Er fertigte für Königin Charlotte eine Ankertaschenuhr. Er war einer der ersten, der mehrere Edelsteinlager in Uhren einbaute. 
Von 1771 an arbeitete er an der Entwicklung der Chronometergänge, die er verbesserte. 
Er fertigte ein Seechronometer an, das er 1774 den Behörden vorlegte und erhielt dafür einen Preis von 3.000 englischen Pfund zugesprochen. Mudge arbeitete auch für König Georg III. von England (1776). 
Er gründete mit Dutton 1755 eine Partnerschaft. 
1771 ging er nach Plymouth. Seine mit William Dutton gemeinsam geführte Firma in London bestand von 1755 bis 1790, so dass anzunehmen ist, dass er sich nach Plymouth zurückzog, um sich mehr der Forschungsarbeit widmen zu können; denn um diese Zeit arbeitete er an den Seechronometern, und in einer Hafenstadt wie Plymouth konnte er diese sicherlich erproben.
Er hat sich auch als Schriftsteller über Taschenuhrentechnik hervorgetan und man sagt ihm nach, dass er schon 1750 eine Taschenuhr mit Minutenrepetition hergestellt hat.
Ihm zu Ehren ist die Mudge-Passage benannt, eine Meerenge in der Antarktis.